# 西本町 (大阪市)
西本町（にしほんまち）は、大阪府大阪市西区の町名。現行行政地名は西本町一丁目から西本町三丁目。

## 地理
大阪市西区の北部に位置。北は本町通を挟んで靱本町、南は阪神高速16号大阪港線を挟んで阿波座、西は新なにわ筋を挟んで江之子島、東は阪神高速1号環状線を挟んで中央区南本町とそれぞれ接する。
地内西側に大阪市高速電気軌道 (Osaka Metro) の阿波座駅、東側に本町駅が位置する。

## 歴史

### 地名の由来
1977年（昭和52年）から現在の町名となる。旧東区（現：中央区）本町の西に位置するところから命名されたが、もと阿波堀通・阿波座北通・阿波座上通の3町が大半を占める。

## 世帯数と人口
2019年（平成31年）3月31日現在の世帯数と人口は以下の通りである。
| 丁目         | 世帯数    | 人口    |
| ------------ | --------- | ------- |
| 西本町一丁目 | 587世帯   | 914人   |
| 西本町二丁目 | 626世帯   | 1,008人 |
| 西本町三丁目 | 336世帯   | 524人   |
| 計           | 1,549世帯 | 2,446人 |

### 人口の変遷
国勢調査による人口の推移。
| 1995年（平成7年）  | 1,200人 | [ 5 ] |  |
| 2000年（平成12年） | 1,440人 | [ 6 ] |  |
| 2005年（平成17年） | 1,908人 | [ 7 ] |  |
| 2010年（平成22年） | 1,954人 | [ 8 ] |  |
| 2015年（平成27年） | 2,245人 | [ 9 ] |  |

### 世帯数の変遷
国勢調査による世帯数の推移。
| 1995年（平成7年）  | 534世帯   | [ 5 ] |  |
| 2000年（平成12年） | 730世帯   | [ 6 ] |  |
| 2005年（平成17年） | 1,298世帯 | [ 7 ] |  |
| 2010年（平成22年） | 1,211世帯 | [ 8 ] |  |
| 2015年（平成27年） | 1,348世帯 | [ 9 ] |  |

## 学区
市立小・中学校に通う場合、学区は以下の通りとなる。なお、小学校・中学校入学時に学校選択制度を導入しており、通学区域もしくは隣接する校区の小学校・中学校から選択することも可能。
| 丁目         | 番   | 小学校             | 中学校               |
| ------------ | ---- | ------------------ | -------------------- |
| 西本町一丁目 | 全域 | 大阪市立明治小学校 | 大阪市立花乃井中学校 |
| 西本町二丁目 | 全域 | 大阪市立明治小学校 | 大阪市立花乃井中学校 |
| 西本町三丁目 | 全域 | 大阪市立明治小学校 | 大阪市立花乃井中学校 |

## 事業所
2016年（平成28年）現在の経済センサス調査による事業所数と従業員数は以下の通りである。
| 丁目         | 事業所数  | 従業員数 |
| ------------ | --------- | -------- |
| 西本町一丁目 | 708事業所 | 10,756人 |
| 西本町二丁目 | 143事業所 | 2,932人  |
| 西本町三丁目 | 58事業所  | 654人    |
| 計           | 909事業所 | 14,342人 |

## 施設
- オリックス大阪本社（オリックス本町ビル）
- アジア・太平洋人権情報センター
- 川惣電機工業
- 大幸薬品

## 交通

### 鉄道
- 大阪市高速電気軌道 (Osaka Metro) の阿波座駅および本町駅

### 道路
高速道路
- 阪神高速1号環状線
- 阪神高速3号神戸線
- 阪神高速16号大阪港線
  - 西船場ジャンクション

国道
- 国道172号（本町通）

主要地方道
- 大阪府道29号大阪臨海線（新なにわ筋）
- 大阪府道41号大阪伊丹線（なにわ筋）
- 大阪市道南北線（四つ橋筋）
- あみだ池筋

## その他

### 日本郵便
- 〒550-0005[3]（集配局：大阪西郵便局[12]）